# أنطور أليف الأنديز
أنطور أليف الأنديز (الاسم العلمي:Anthurium andicola) هو نوع من النباتات يتبع جنس الأنطور من الفصيلة اللوفية.